# Louis Bonneau
Pour les articles homonymes, voir Bonneau.
Louis Bonneau, né le 7 juillet 1851 à Wissembourg et mort le 26 février 1938, est un officier général français.

## Biographie
Nommé au 7e corps d'armée, il a pris la ville de Mulhouse au début de la guerre.
Il commet une erreur stratégique en tardant de progresser en Alsace et donne le temps nécessaire à l'armée allemande d'organiser une contre-offensive : la ville de Mulhouse est perdue jusqu'à l'armistice.
Il a été l'un des premiers généraux à être limogé pour incompétence et n'a pas retrouvé de commandement actif par la suite.

### Postes
- 10/07/1898 : 62e régiment d'infanterie.
- 24/03/1902 : en disponibilité.
- 02/04/1902 : commandant de la 3e brigade de chasseurs.
- 09/04/1903 : commandant de la brigade de cavalerie du  2e corps d'armée
- 01/08/1905 : commandant de la 37e brigade d'infanterie et des subdivisions de région de Guingamp et de Saint-Brieuc
- 20/06/1907 : en disponibilité.
- 29/11/1907 : commandant de la  41e division d'infanterie
- 08/11/1910 : commandant du  7e corps d'armée
- 30/08/1914 : en disponibilité.
- 24/10/1914 : placé dans la section de réserve

### Grades
- 10/07/1898 : colonel
- 24/03/1902 : général de brigade
- 20/06/1907 : général de division

### Décorations
- Commandeur de la Légion d'honneur (décret du 11 juillet 1909)
- Médaille commémorative de la guerre 1870–1871
- Officier d'académie